# Зализничное (Кривой Рог)
Зализничное (укр. Залізничне — Железнодорожное; Кагановича, Долгинцево-Сортировочный) — исторический район, жилой массив в городе  Кривой Рог, бывший посёлок городского типа Криворожского городского совета.
Бывший код КОАТУУ — 1211069300.

## История
Посёлок образован в 1937 году, после постройки станции Долгинцево-Сортировочное.
16 августа 1957 года посёлок Долгинцево-Сортировочный выделен из черты города Кривой Рог с присвоением статуса посёлка городского типа и переименования в Зализничное. Зализничный поселковый совет подчинён Криворожскому городскому совету депутатов трудящихся.
Население по данным 1985 года составляло 8,3 тысяч человек.
Посёлок ликвидирован в 1997 году.

## Характеристика
Расположен на правом берегу канала Днепр — Кривой Рог в месте, где он переходит в Южное водохранилище, выше по течению примыкает Калинино, ниже по течению на расстоянии в 5,5 км расположен пгт Радушное.
Рядом проходит железная дорога, большой железнодорожный узел станция Батуринская.
На юго-востоке граничит с районами Травневое и Незалежное, на северо-западе — с Суворово, на востоке — с Военным городком № 33 363-го авиационного полка (363-й Черкасский орденов Суворова и Богдана Хмельницкого авиационный военно-транспортный полк).

### Объекты социальной сферы
- Школа № 84.
- Школа № 89.
- Детский сад.

### Достопримечательности
- Долгинцевский дендропарк;
- Братская могила советских воинов.